# Хребтіїв
Хре́бтіїв — наддністрянське село в Україні, у Новоушицькій селищній територіальній громаді Кам'янець-Подільського району Хмельницької області.

## Назва
Хребтіїв за однією з версій отримало свою назву від місцевості. Село лежить на хребті, який омивають з трьох сторін річка Дністер та її притоки — Петрів Батіг та Данилівка (тепер вони широкі в руслі через розлив Дністра внаслідок будівництва Дністровської ГЕС).

## Символіка

### Герб
Фон щита зеленого кольору, в центрі якого схематично зображено панський маєток, адже саме він є історично важливою будівлею для села. У нижній частині — хвиляста база лазурового кольору, як символ річки, що протікає біля села.

### Прапор
Прямокутне полотнище зеленого кольору. У нижній частині розміщено синьою лінією, як символ річки, що протікає біля села. Зелений колір уособлю велику кількість зеленого насадження на даній території.

## Географія
Село розташоване на півострові між двох великих каньйонів, по долині одного несе свої тихі води річка Данилівка, півострів закінчується перед річкою Дністер. До Хребтіїва, зі півночі, веде погана дорога, відстань до Нової Ушиці
 близько 23 кілометрів, до Кам’янця-Подільського 90 кілометрів автодорогами.

## Історія

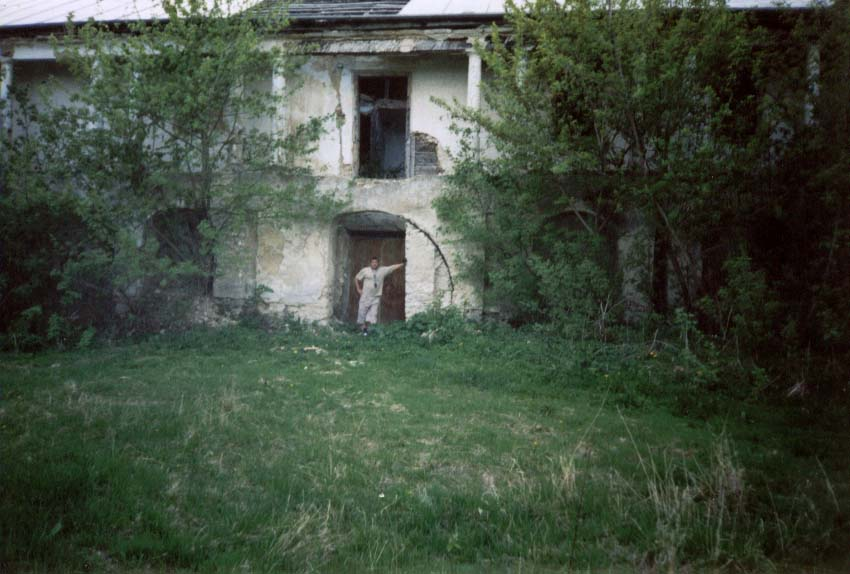
Садиба Патона 2009 рік

Хребтіїв, як і більшість сіл Поділля, має довгу й цікаву історію.
Поблизу села є городище часів Давньоруської держави, пам'ятка археології національного значення (ох. № 2305(913), занесена в Державний реєстр нерухомих пам'яток України постановою Кабінету Міністрів України від 27.12.01 № 1761). Історію будівництва та заселення Середнього Подністров’я, а згодом Пониззя можна умовно розділити на два етапи: перший – ІХ-ХІ ст. – час поступової колонізації та формування оборонної лінії Середнього Подністров’я в складі централізованої Київської Русі. Другий – ХІІ-ХІІІ ст. – входження території Середнього Подністров’я до складу Галицького, а згодом об’єднаного Галицько-Волинського князівства. Давньоруське городище біля села Хребтіїв займало трикутний мис на високому лівому березі річки Дністер урочищі Погоріла.
У книзі Михайла Грушевського «Барське староство у XV—XVIII століттях» поряд з іншими реєстрами димів Подільського воєводства 1436 року згадується і Хребтіїв.
У документах часів визвольної війни українського народу 1648—1657 років Хребтіїв згадується як містечко.
У 1661 році під час оплати реєстру податків в адміністрацію Кам'янця на Поділлі господар Хребтієва Олексій Кулик присягнув на 20 димів (більше 100 жителів). Але вже 1665 році село спалили татари.
Після польсько-турецької війни 1672 року Хребтіїв 27 років входив до Жванської нахії Кам'янецького санджаку. Польський письменник Генрик Сенкевич у книзі «Пан Володиєвський» цікаво описав події тієї війни. Село на той час відігравало роль форпосту, у ньому розміщувалася «волоська» хоругва на чолі з комендантом Єжи Володиєвським. У 1681 році в Хребтієві налічували 438 жителів. Для порівняння: у Кам'янці-Подільському того самого року — 3414 жителів, у Калюсі — 474.
У серпні 1699 року турки залишили Поділля та село знову потрапило під владу Речі Посполитої, а після другого поділу Речі Посполитої ввійшло до складу Російської імперії.
З опису польського історика В. Марцінського відомо, що Хребтіїв у 1820 році належав пану Піусу Павловичу Собанському, як інші села: Іванківці Хребтіївські, Пилипи-Хребтіївські, Шурка, Джуржівка (тепер Березівка), Дурняки та Житники (тепер Вінницької області).
Зі архівної справи Подільського головного суду 1823 року — згадані господарські будівлі, які постраждали від підпалу й пізніше були відбудовані. Крім того, як свідчать архівні матеріали, на початку XIX століття в Хребтієві згоріли дві православні церкви.
Історія села пов'язана із родом Патонів. Кінці XIX століття Хребтіївський маєтоку проживав штабс-капітан гвардії Михайло Оскарович Патон, рідний брат відомого академіка Євгена Патона та стрийко (дядько по батькові) Президента Національної академії наук України, академіка Бориса Євгеновича Патона. Михайло Патон був власником (за дарчим записом від матері, 1898 р.) села Хребтієва з сільцем Шуркою та частиною слободи Пилипи (Пилипи-Хребтіївські) Ушицького повіту Подільської губернії. В Поділля рід Патонів потрапив у 1891 р., коли мати Михайла Патона — Катерина Дмитрівна Патон (дівоча — Шишкова), яка мала родовий маєток у Білорусі, викупила Хребтіївський маєток з селами Хребтієвом, Шуркою та частиною Пилипів-Хребтіївських в Адама Костянтиновича Собанського. На православному цвинтарі Михайло Оскарович Патон побудував кам'яну каплицю для батька Оскара Петровича Патона (її було зруйновано під час встановлення радянської окупації).
На 1911 рік в селі Хребтієві налічували 257 дворів, 561 чоловіка та 535 жінок.
До адміністративної реформи 19 липня 2020 року село належало до Новоушицького району.

### Садиба Патона
Теперішній стан будівлі вимагає негайного надання пам'яткоохоронного статусу, захисту зі сторони держави. Садиба Патона реально перебуває під загрозою знищення, руйнується сільськими злодіями. При бездіяльності місцевої влади маєток Патона може бути назавжди втрачено для прийдешніх поколінь.

## Туризм
| Рік  | Відео                                                   | Автори |
| ---- | ------------------------------------------------------- | ------ |
| 2021 | «Втрачений рай Патонів на берегах Дністра» дивись тут → | Хащі   |

## Населення
За переписом населення України 2001 року в селі мешкало 404 особи.
Станом на 2015 рік населення становить 287 осіб.

### Мова
У селі поширена південноподільська говірка, що належить до подільського говору, який своєю чергою належить до південно-західного наріччя.
Розподіл населення за рідною мовою за даними перепису 2001 року:
| Мова       | Відсоток |
| ---------- | -------- |
| українська | 96,80 %  |
| російська  | 3,20 %   |

## Галерея

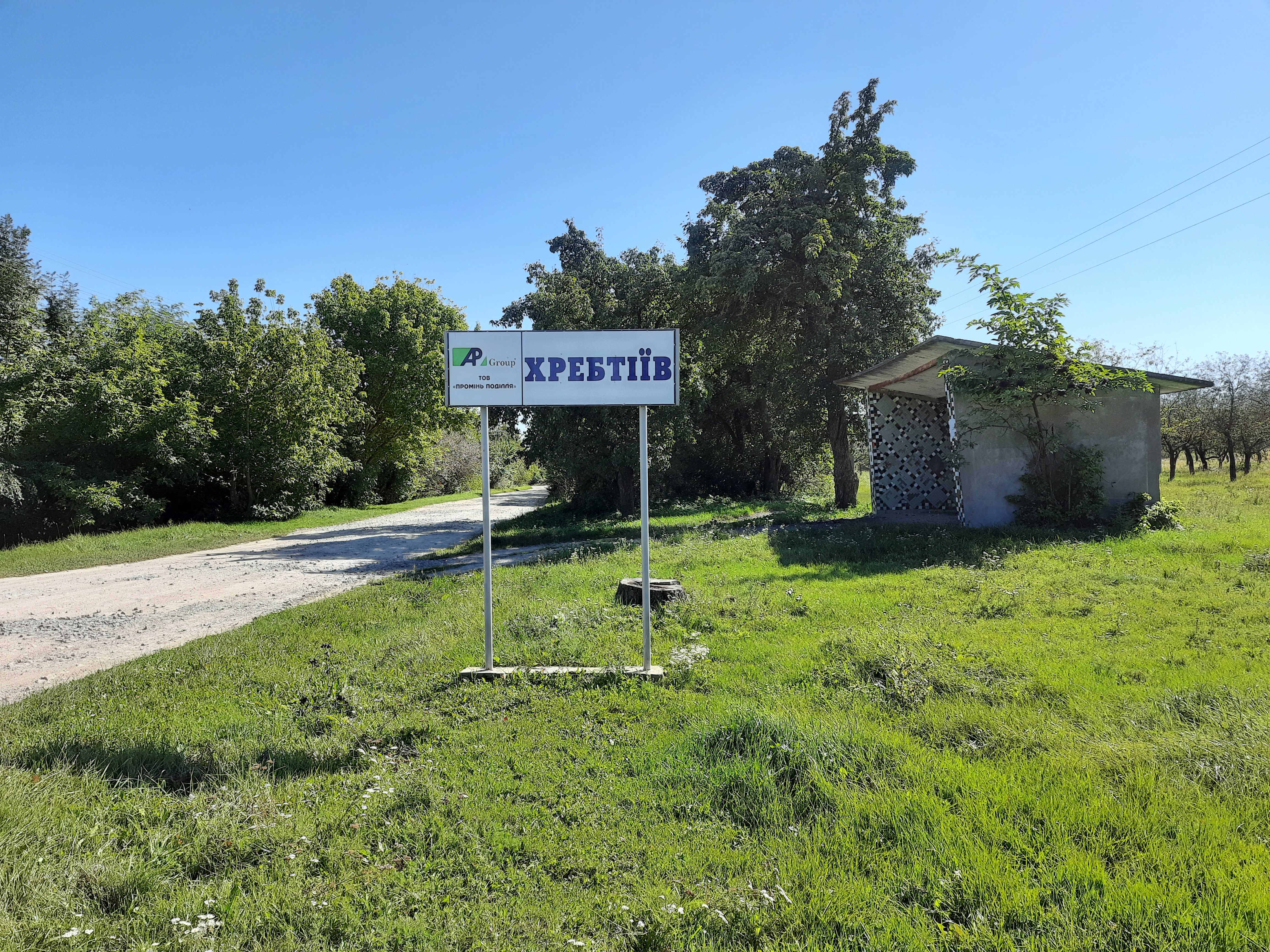
Дорожній знак при в'їзді в село
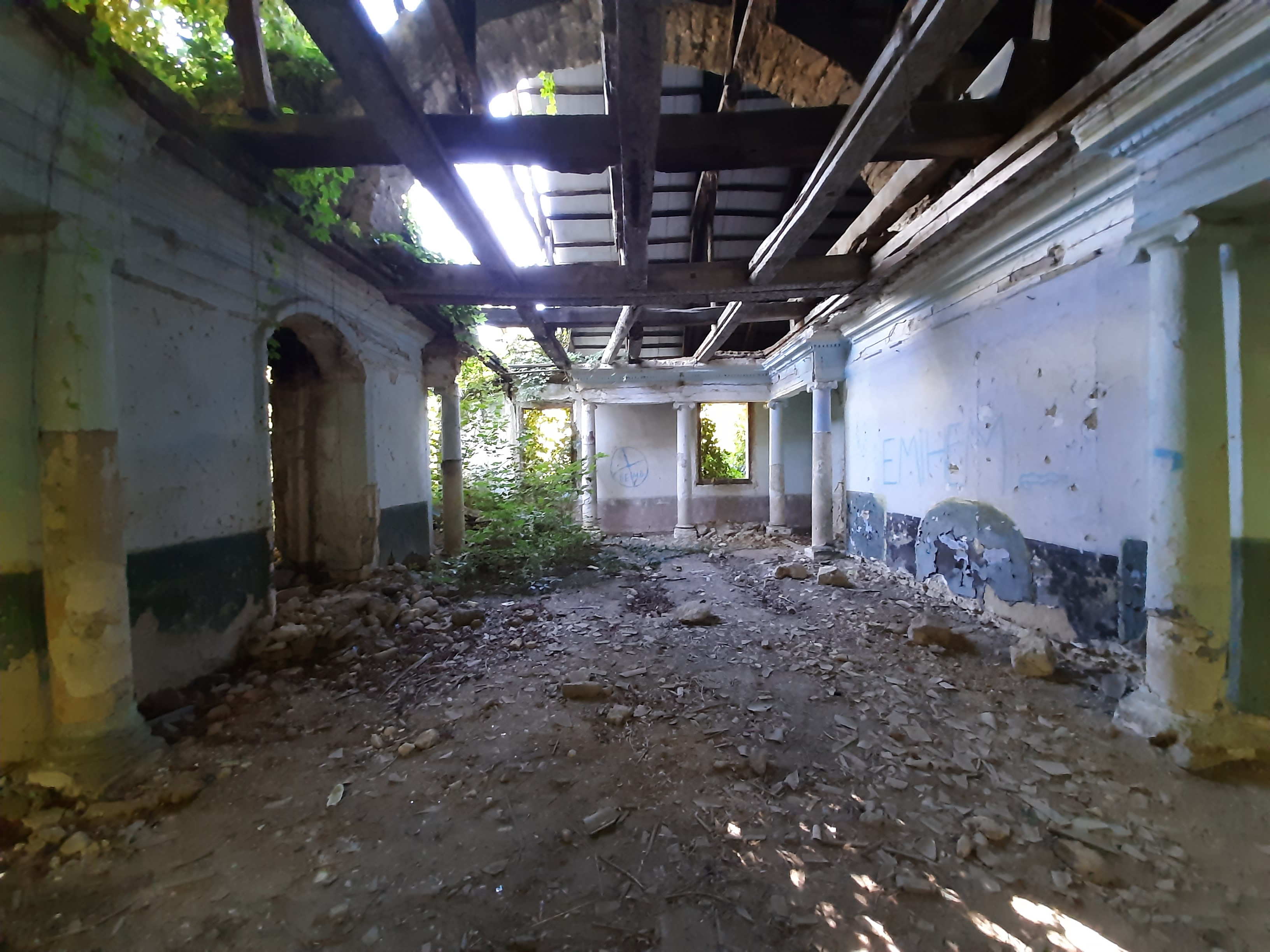
Руїни садиби Патона
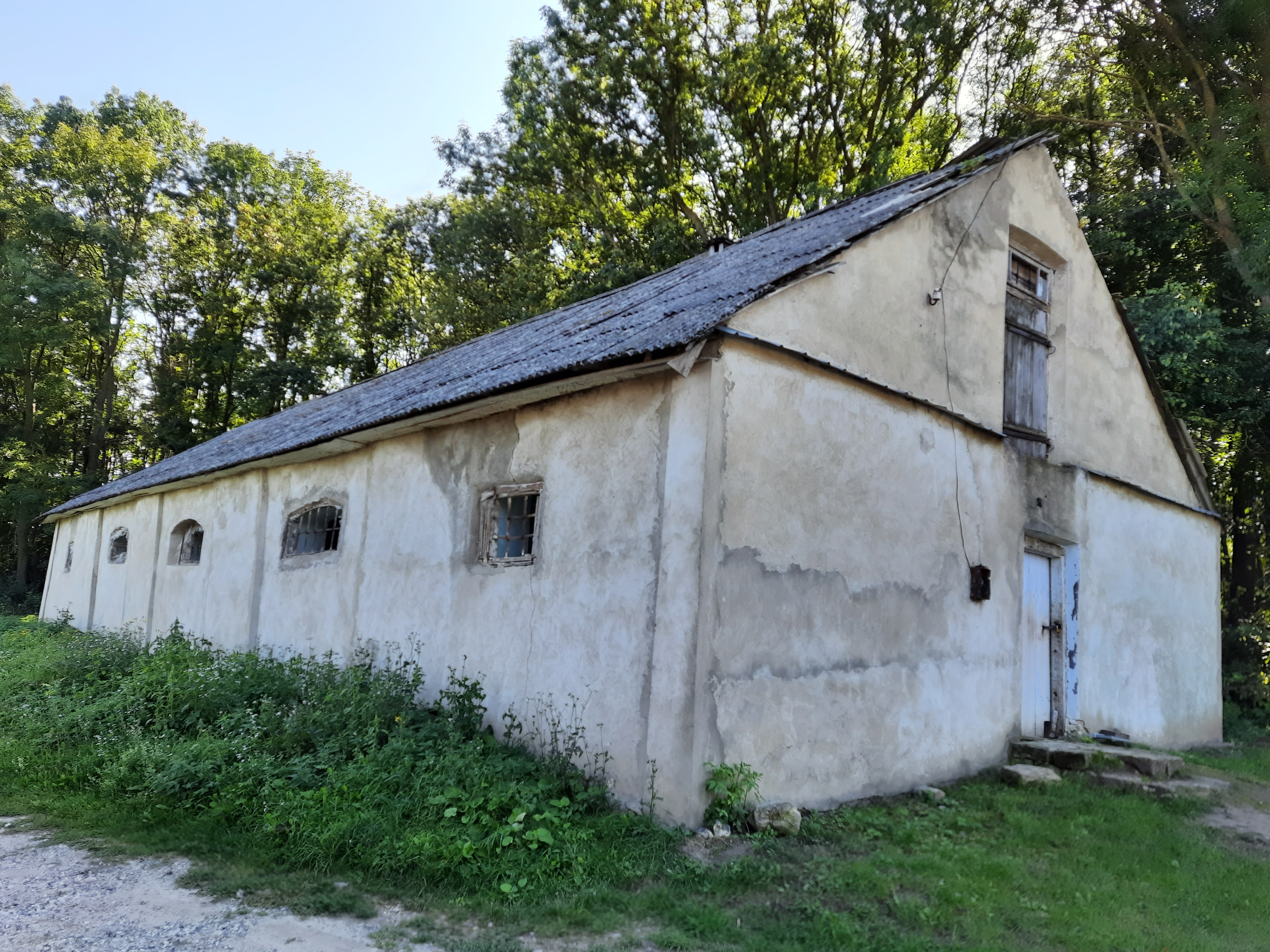
Склад
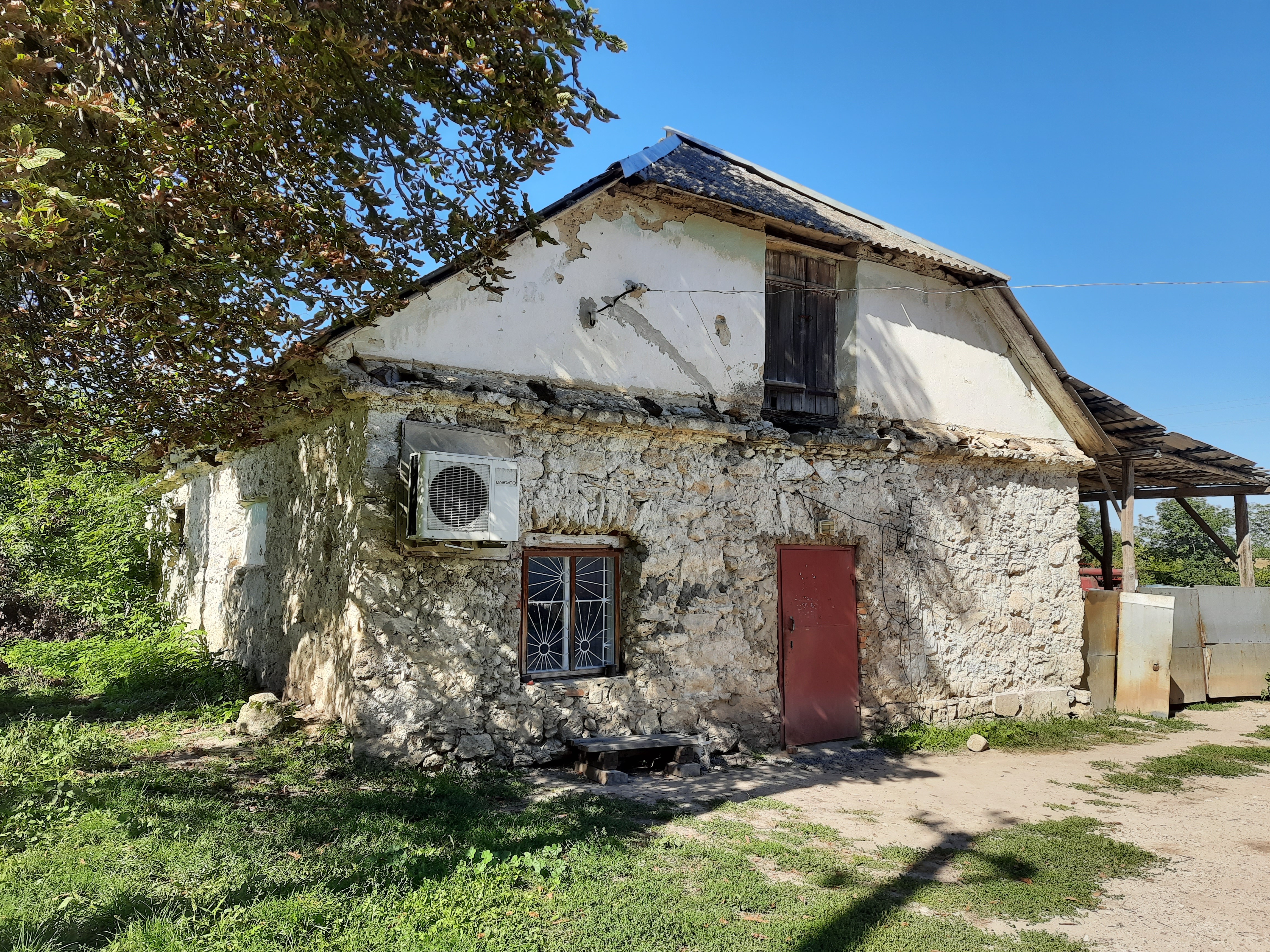
Господарська будівля
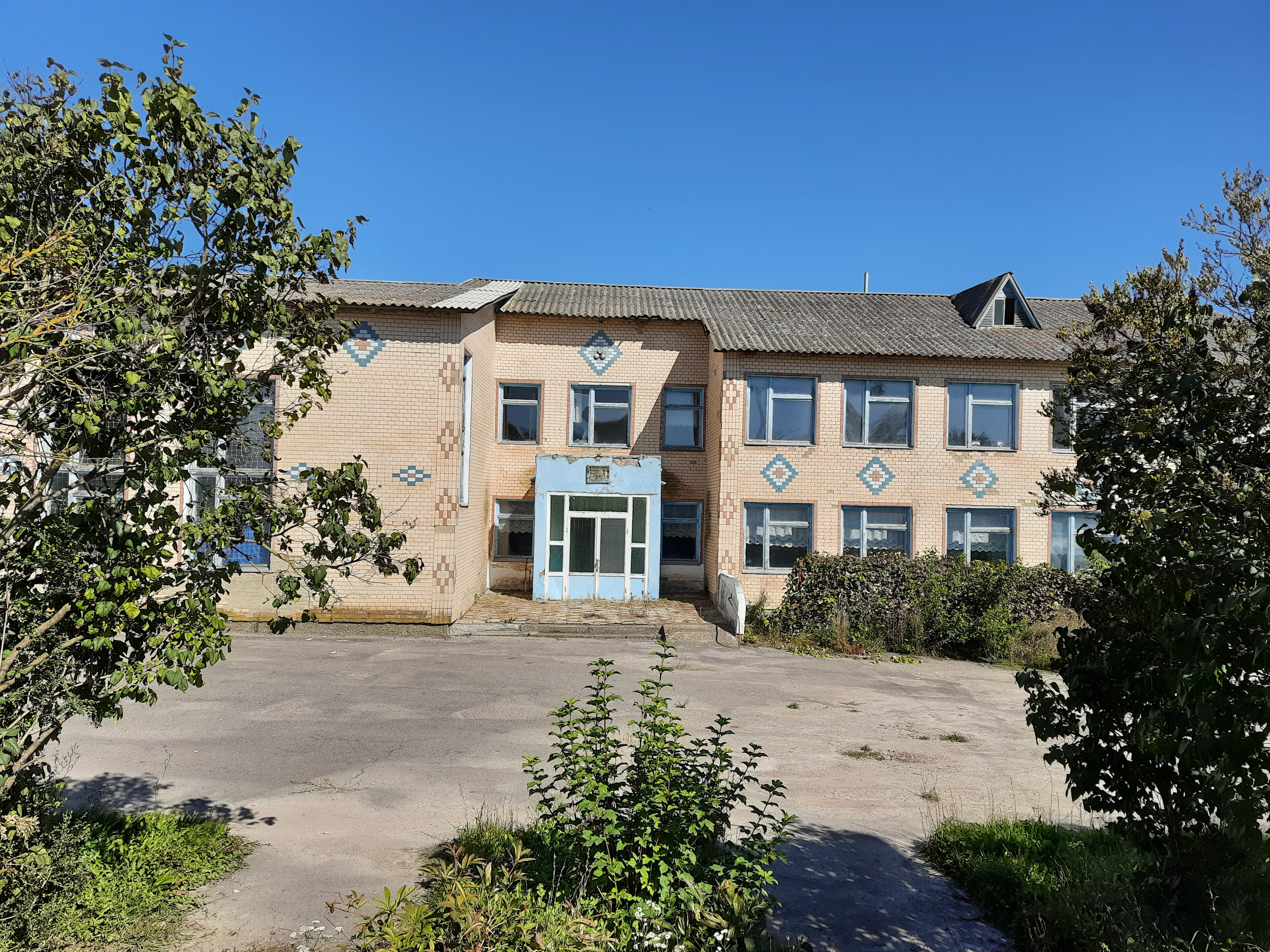
Школа
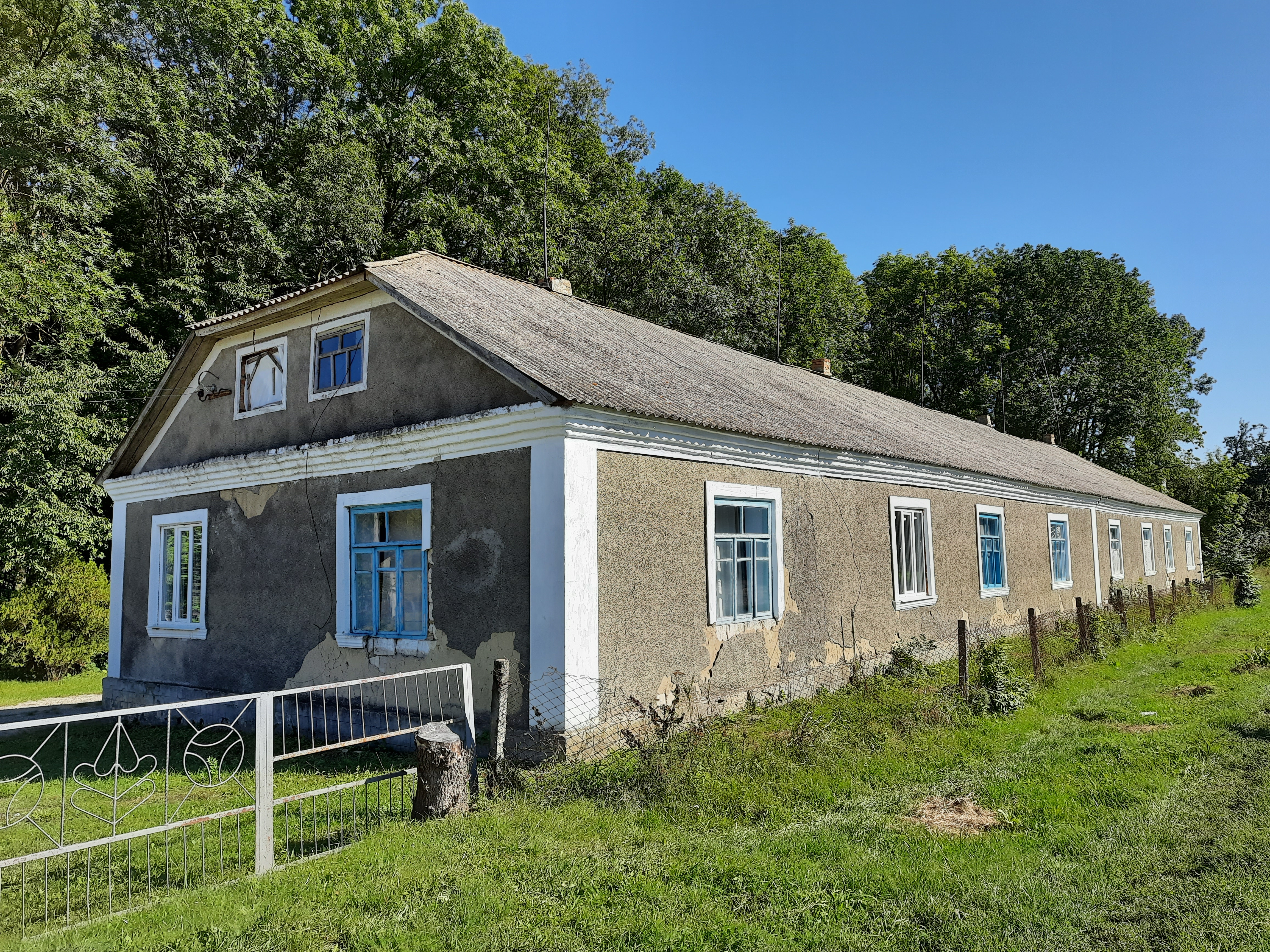
Клуб, медпункт
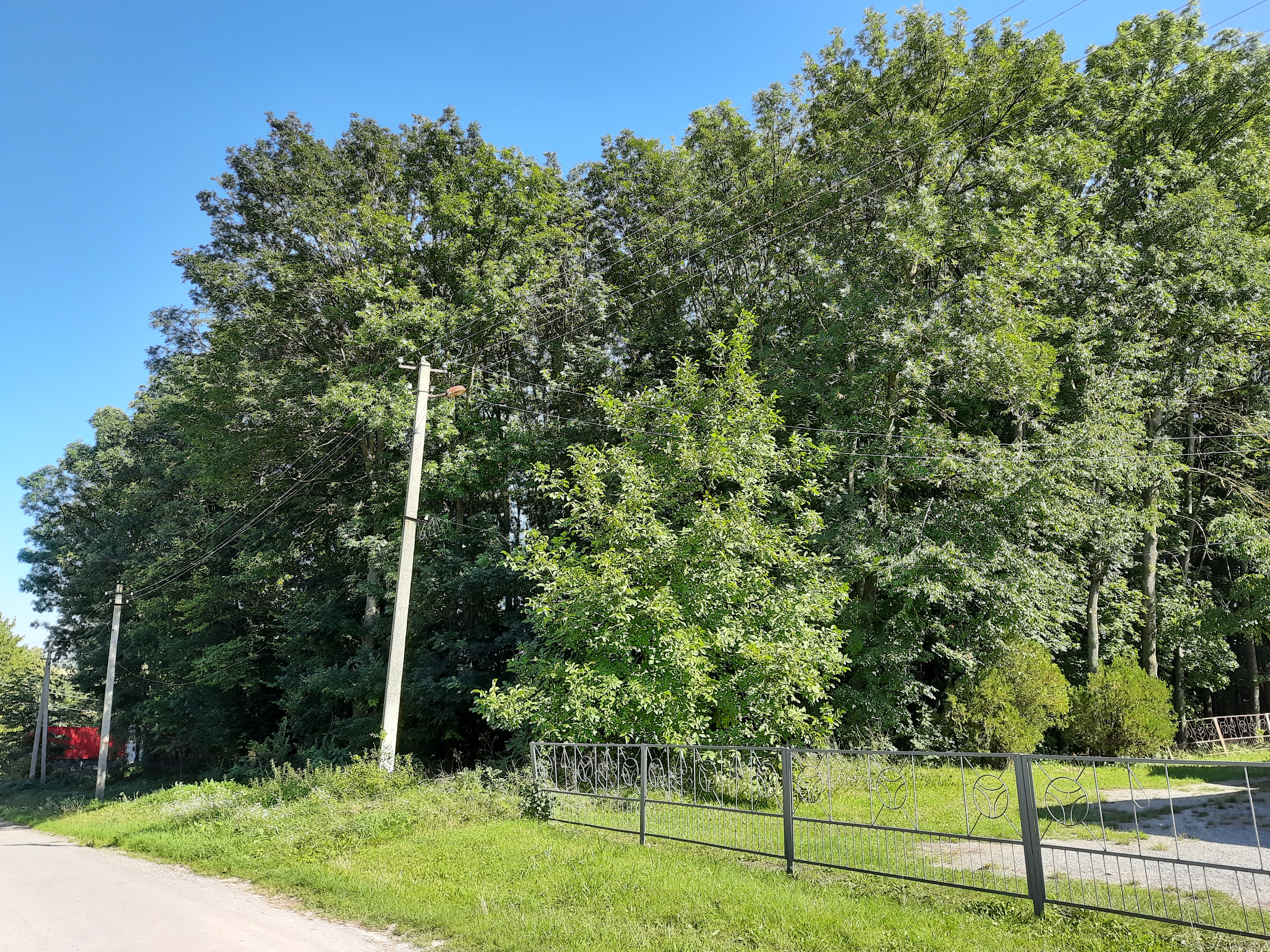
Парк